# Carluke

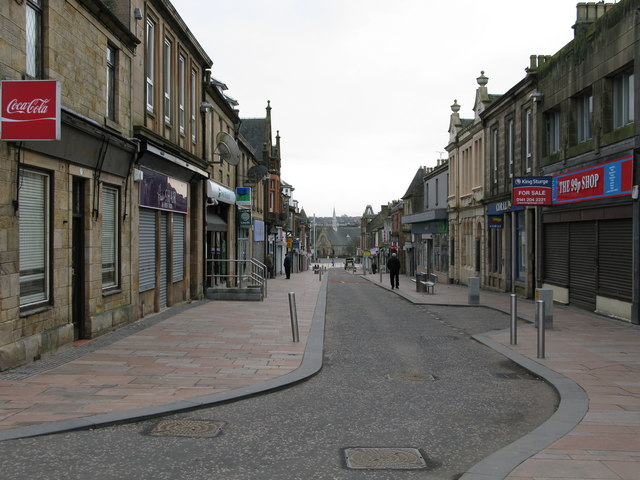
Il centro di Carluke

Carluke (in gaelico scozzese: Cathair MoLuaig), conosciuta anche come Kirkstyle, è una cittadina di circa 13.000 abitanti della Scozia meridionale, facente parte dell'area di consiglio dell'Lanarkshire Meridionale (South Lanarkshire) e situata lungo il corso del fiume Clyde. È il centro più esteso della valle del fiume Clyde.

## Geografia fisica
Carluke si trova tra Lanark e Wishaw/Newmains (rispettivamente a nord/nord-ovest della prima e a sud delle seconde)..

## Storia
I primi abitanti di Carluke furono dei monaci e in epoca romana vi passava una strada.
Nel 1662, Carluke era menzionata come burgh e nel 1695 vi vivevano sei famiglie.
Nel 1762, fece sosta a Carluke il reggimento guidato da Bonnie Prince Charlie dopo la ritirata da Derby.
Nel corso del XIX secolo, quando Carlile contava una popolazione pari a circa 380 abitanti, iniziarono a fiorire le industrie della sartoria e le attività agricole.

## Società

### Evoluzione demografica
Al censimento del 2011, Carluke contava una popolazione pari a 13.579 abitanti
La località ha conosciuto un lieve incremento demografico rispetto al 2001, quando contava una popolazione pari a 13.500 abitanti.

## Sport
- Clydesdale Colts, squadra di football americano
- Carluke Rovers Football Club, squadra di calcio[3]